# Celorico de Basto
Celorico de Basto (sɨlo'ɾiku dɨ 'baʃtu) è un comune portoghese di 20 466 abitanti situato nel distretto di Braga.

## Società

### Evoluzione demografica
| Popolazione di Celorico de Basto (1801 – 2004) | Popolazione di Celorico de Basto (1801 – 2004) | Popolazione di Celorico de Basto (1801 – 2004) | Popolazione di Celorico de Basto (1801 – 2004) | Popolazione di Celorico de Basto (1801 – 2004) | Popolazione di Celorico de Basto (1801 – 2004) | Popolazione di Celorico de Basto (1801 – 2004) | Popolazione di Celorico de Basto (1801 – 2004) | Popolazione di Celorico de Basto (1801 – 2004) |
| ---------------------------------------------- | ---------------------------------------------- | ---------------------------------------------- | ---------------------------------------------- | ---------------------------------------------- | ---------------------------------------------- | ---------------------------------------------- | ---------------------------------------------- | ---------------------------------------------- |
| 1801                                           | 1849                                           | 1900                                           | 1930                                           | 1960                                           | 1981                                           | 1991                                           | 2001                                           | 2004                                           |
| 25573                                          | 21381                                          | 20134                                          | 22684                                          | 24392                                          | 22671                                          | 21477                                          | 20466                                          | 20128                                          |

## Suddivisioni amministrative
Dal 2013 il concelho (o município, nel senso di circoscrizione territoriale-amministrativa) di Celorico de Basto è suddiviso in 15 freguesias principali (letteralmente, parrocchie).

### Freguesias
1. Britelo: Britelo, Gémeos, Ourilhe
2. Caçarilhe: Caçarilhe, Infesta
3. Canedo de Basto: Canedo de Basto, Corgo
4. Carvalho: Carvalho, Basto (Santa Tecla)
5. Vead: Veade, Gagos, Molares
6. Agilde
7. Arnóia
8. Basto (São Clemente)
9. Borba de Montanha
10. Codeçoso
11. Fervença
12. Moreira do Castelo
13. Rego
14. Ribas
15. Vale de Bouro